# هیپرونتیلاسیون
مجموعه‌ای از علائم شامل تپش قلب، تنگی‌نفس، سرگیجه، تعریق فراوان، گزگز صورت و انگشتان دست و پا که به دنبال تنفس تند و عمیق به مدت طولانی و پایین آمدن سطح دی‌اکسید‌کربن خون ایجاد می‌شود و در صورت ادامه یافتن، گاهی به کلاپس وازوموتور و از دست رفتن هوشیاری می‌انجامد. هیپرونتیلاسیون در اضطراب مزمن و حملات سراسیمگی شایع است.
هیپرونتیلاسیون (انگلیسی: Hyperventilation) یا تهویه بیش از حد زمانی رخ می‌دهد که سرعت یا حجم دم و بازدمی تنفس، دی‌اکسید کربن بیشتری را از بدن دفع کند. این رخداد منجر به هیپوکاپنی، کاهش غلظت دی‌اکسید کربن محلول در خون می‌شود. بدن معمولاً سعی می‌کند این را به‌صورت هموستاتیک جبران کند، اما اگر این امر ناموفق باشد یا از بین برود، pH خون افزایش می‌یابد که منجر به آلکالوز تنفسی می‌شود. علائم آلکالوز تنفسی عبارتند از: سرگیجه، گزگز در لب‌ها، دست‌ها یا پاها، سردرد، ضعف، غش و تشنج. در موارد شدید ممکن است باعث اسپاسم کارپوپدال، بال زدن و انقباض دست‌ها و پاها شود.
عواملی که ممکن است باعث ایجاد یا تداوم تهویه هوا شوند عبارتند از: استرس فیزیولوژیکی، اضطراب یا اختلال هراس، ارتفاع بالا، ضربه به سر، سکته مغزی، اختلالات تنفسی مانند آسم، پنومونی یا سندرم تهویه بیش از حد، مشکلات قلبی عروقی مانند آمبولی‌های ریوی جبران‌شده، دستگاه تنفس، و واکنش‌های نامطلوب به داروهای خاص. تهویه بیش از حد می‌تواند عمداً برای دستیابی به حالت هوشیاری تغییریافته مانند بازی خفگی، در حین تنفس، یا در تلاش برای تمدید شیرجه حبس نفس ایجاد شود.